# Национален отбор по футбол на Канада
Националният отбор на Канада се контролира от Канадската футболна асоциация. Отборът се класира 2 пъти на Световно първенство по футбол. През 1986 и 2022 той достига до груповата фаза на Световното. На Златната купа на КОНКАКАФ се класира 12 пъти, като е шампион през 1985 и 2000 г. Също и един път се класира за груповата фаза на Купата на конфедерациите.

## България – Канада
| Дата       | Място   | Събитие    | Отбор  | Резултат | Отбор    | ФИФА |
| ---------- | ------- | ---------- | ------ | -------- | -------- | ---- |
| 23.05.2014 | Ритцинг | Приятелски | Канада | 1:1      | България | ДА   |

- Официален сайт на ФИФА //   Посетен на 15 септември 2014.